# Вале дел Соле (Кјети)
Вале дел Соле је насеље у Италији у округу Кјети, региону Абруцо.
Према процени из 2011. у насељу је живело 36 становника. Насеље се налази на надморској висини од 1424 м.